# Lakeisha Patterson
Lakeisha Patterson (Wodonga, 5 de janeiro de 1999) é uma nadadora paralímpica australiana. Nos Jogos da Commonwealth de 2014 em Glasgow, na Escócia, conquistou a medalha de bronze nos 100 metros livre feminino da categoria S8. Competindo no Campeonato Mundial de Natação Paralímpica de 2015 em Glasgow, ficou com a medalha de ouro na prova feminina do revezamento 4x100 metros livre (34 pontos), medalhas de prata nos 50 metros livre da categoria S8 e no revezamento 4x100 metros medley (34 pontos) e medalhas de bronze nos 100 metros livre, categoria S8, e nos 400 metros livre da categoria S8. Ficou em quinto na prova feminina dos 100 metros costas, categoria S8.

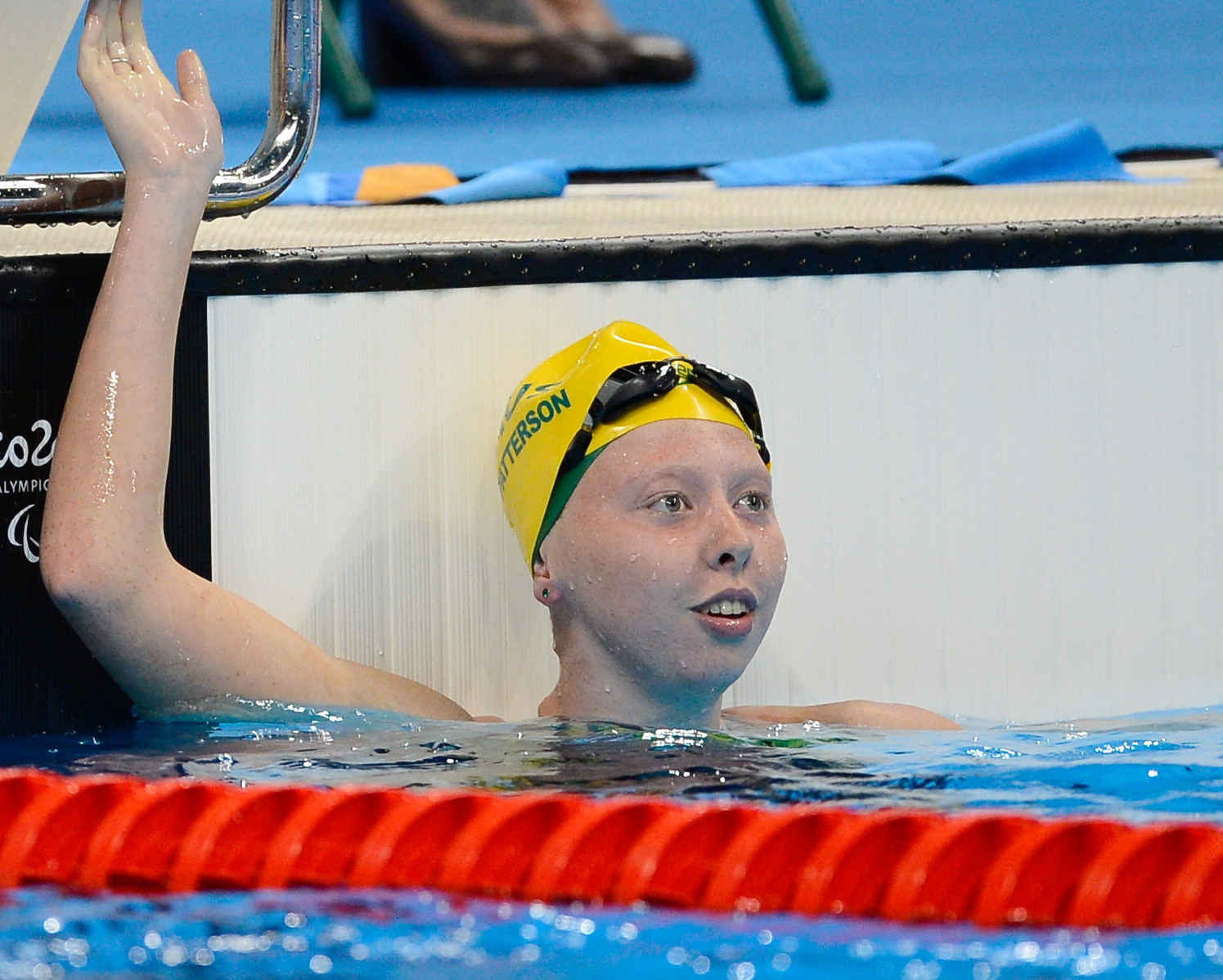
Patterson após vencer a prova dos 400 metros livre nas Paralimpíadas da Rio 2016.

Foi selecionada para integrar a equipe australiana de natação para disputar os Jogos Paralímpicos de Verão de 2016 no Rio de Janeiro, Brasil. Lakeisha conquistou a primeira medalha de ouro da Austrália nas Paralimpíadas da Rio ao vencer a prova feminina dos 400 metros livre da categoria S8 e estabeleceu um novo recorde paralímpico, mundial e da Oceania com o tempo de 4h40min33s, cortando onze segundos do tempo recorde mundial anterior estabelecido por sua ídolo de longa data, a norte-americana Jessica Long, a qual ficou na segunda colocação. Lakeisha foi integrante da equipe que obteve a medalha de ouro no revezamento 4x100 metros livre feminino (34 pontos). Três medalhas de prata foram conquistadas nos 50 e 100 metros livre, atrás de Maddison Elliott, e no revezamento 4x100 metros medley feminino (34 pontos).
Nos Jogos Paralímpicos de 2020, obteve o ouro nos quatrocentos metros livre da S9.

## Biografia
Patterson nasceu em Wodonga, no estado australiano de Vitória, em 5 de janeiro de 1999. Tem início precoce da doença de Parkinson, epilepsia e paralisia cerebral de hemiplegia à esquerda. Atualmente, Lakeisha reside na Ilha Bribie, no estado de Queensland.
Patterson começou a praticar natação aos três anos, como parte de sua reabilitação para ajudá-la superar a rigidez muscular. É classificada como nadadora da categoria S8.

## Reconhecimento
- 2016 – Queensland Athlete with a Disability Award[14]
- 2016 – Atleta Sênior Feminina do Ano – Sporting Wheelies & Disabled Association[15]